# Batteri elettrochimicamente attivi
I batteri elettrochimicamente attivi o Electrochemical Active Bacteria sono un insieme di microrganismi, anche molto diversi tra loro, che comprende sia microrganismi aerobi che microrganismi anaerobi sia autotrofi che eterotrofi. Questi batteri nel corso dell'evoluzione hanno sviluppato la capacità di scambiare elettroni con materiali solidi conduttivi per sostenere il loro metabolismo in condizioni limitanti (carenza di donatori/accettori di elettroni solubili).
Grazie a questa capacità elettroattiva sono ampiamente diffusi in molti ambienti naturali e sono stati isolati da diversi ecosistemi.
Nella letteratura scientifica sono state identificate più di 94 specie batteriche con questa capacità e i generi maggiormente conosciuti sono Shewanella e Geobacter.

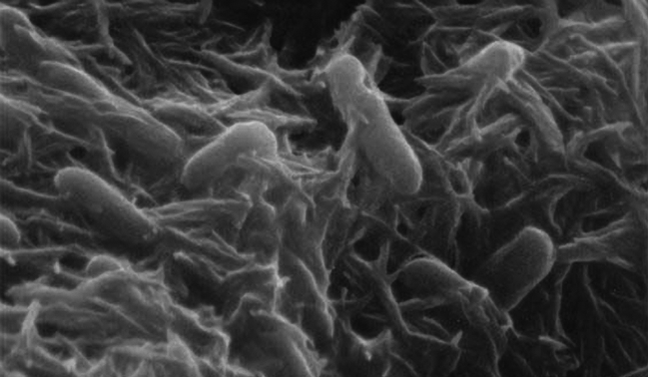
Shewanella oneidensis

## Habitat e caratteristiche
La presenza di batteri elettrochimicamente attivi è stata accertata sia in ecosistemi naturali: suoli, sedimenti di acque dolci, sedimenti marini e acque sotterranee; sia in ambienti antropizzati come negli impianti di trattamento acque reflue e nei fanghi attivi. La maggior parte di questi batteri sono stati isolati da campioni prelevati da ambienti anaerobici. In diversi studi scientifici è stato però osservato che un'ampia varietà di batteri appartenenti agli ordini α-proteobacteria, β-proteobacteria, γ-proteobacteria e Bacteroidetes sono in grado di accettare elettroni da un catodo in presenza di ossigeno.
Per supportare il proprio metabolismo, i microrganismi necessitano di una fonte di energia o donatore di elettroni (a basso potenziale) e di un accettore terminale di elettroni (ad alto potenziale); la disponibilità di queste risorse, in condizioni naturali, può essere suscettibile a variazioni. Di conseguenza, nel corso dell'evoluzione, i microrganismi si sono adattati per sfruttare al meglio le risorse disponibili nell'ambiente circostante.
Ad esempio in ambienti in cui la disponibilità di accettori solubili di elettroni (NO3-, SO42-, Fe3+, Mn4+ e CO2) è temporaneamente o localmente limitata, alcuni microrganismi hanno evoluto strategie per sfruttare gli accettori non solubili presenti nell’ambiente, come minerali contenenti ossidi di ferro (ematite, magnetite e pirite) e altri minerali in forma ossidata (ossido di manganese). I batteri ferro-riduttori e solfato-riduttori sono noti per il loro coinvolgimento nel trasferimento di elettroni nei fenomeni di biocorrosione dei materiali ferrosi.
Gran parte dei batteri elettrochimicamente attivi isolati e studiati sono Gram negativi ed appartengono al gruppo Protebacteria (Shewanella sp., Geobacter sp., Desulfovibirio sp., Desulfuromonas sp., Pseudomonas sp., ecc.). Ma non mancano batteri Gram positivi in grado di scambiare elettroni con accettori/donatori solidi come ad esempio batteri appartenenti ai generi Clostridium, Thermincola e Enterococcus ed alle specie Micrococcus luteus, Bacillus subtilis e Staphylococcus carnosus. Un gran numero di microrganismi elettrochimicamente attivi è stato individuato all'interno dei phyla Actinobacteria and Firmicutes ma al momento non sono state trovate delle correlazioni tra le caratteristiche di membrana (Gram +/-) e i meccanismi di trasferimento di elettroni da/verso un materiale solido.

## Batteri elettrogenici
Vengono definiti batteri elettrogenici o Anode-respiring bacteria (ARB) quei batteri elettrochimicamente attivi in grado di donare elettroni ad accettore solido ad alto potenziale. Questi batteri sono in grado di utilizzare un composto ridotto, organico od inorganico, come donatore di elettroni per supportare il proprio metabolismo e utilizzare come accettore finale della catena di trasporto degli elettroni un composto solido esterno alla cellula.
Il trasferimento di elettroni tra la cellula e l'accettore terminale di elettroni può avvenire per contatto diretto tra componente biologica ed elettrochimica oppure tramite molecole che fungono da mediatori.
Nel primo caso, (Direct Electron Transfer, DET) il trasferimento di elettroni può avvenire tramite proteine di membrana adibite al trasporto di elettroni (citocromi) presenti sulla membrana batterica e/o tramite delle estroflessioni/appendici della stessa (pili conduttivi). La capacità di sfruttare queste strutture per trasferire elettroni ad un accettore extracellulare è ben nota nei batteri appartenenti ai generi Geobacter, Shewanella e Rhodoferax.
Nel caso in cui avviene un trasferimento di elettroni senza contatto diretto tra la cellula e il materiale solido si parla di trasferimento di elettroni mediato (Mediated Electron Transfer, MET). In questo secondo caso i batteri sono in grado di utilizzare dei mediatori ossidoriduttivi non deperibili. Ovvero delle molecole che traghettano (navette, shuttles) gli elettroni dalla cellula al materiale solido conduttivo extracellulare.
I mediatori possono essere prodotti internamente alla cellula (endogeni) oppure possono essere già presenti nell'ambiente (esogeni)
È stato dimostrato che Escherichia coli, Actinobacillus succinogenes, Aeromonas hydrophila sono in grado di utilizzare diversi mediatori esogeni artificiali come ad esempio: Neutral Red, Blu di metilene e Antrachinone 2,6 disolfonato (AQDS).
In altri studi è stato dimostrato come alcuni ceppi batterici (Lactobacillus amylovorus LM1 e Enterococcus faecium KRA) siano in grado di utilizzare mediatori esogeni naturali (acidi umici, Mn4+ e Mn2+) o prodotti da altri microrganismi come ad esempio le piocianine e fenazine prodotte da Pseudomonas aeruginosa. Da Von Canstein e colleghi e in seguito da altri gruppi scientifici è stato dimostrato come anche Shewanella sia in grado di secernere flavine per ridurre ossidi di Fe(III) insolubili. Delle molecole della famiglia dei quinoni (Naftochinone e 4-etanolammina-1,2-naftochinone) sono state isolate da un ceppo di Sphingomonas durante la degradazione di naftalene ed utilizzate come mediatori solubili di elettroni. In un altro studio di Nevin e Lovely hanno osservato che in una coltura pura di Geothrix fermentans all'aumentare di un mediatore prodotto dal microrganismo aumentava anche la riduzione del ferro extracellulare.

### Batteri elettrogenici eteretrofi
I batteri elettrogenici eterotrofi attraverso il metabolismo ossidativo sono in grado di ossidare composti organici relativamente semplici come ad esempio: acetato, glucosio, lattato, acido propionico e butirrico ad anidride carbonica; utilizzando come accettore terminale di elettroni un composto solido extracelulare (esempio elettrodo). Costituiscono la maggior parte dei batteri elettrogenici noti, sono prevalentemente anerobi obbligati ed anaerobi facoltativi. Grazie alla loro capacità di convertire l'energia chimica presente nelle molecole organiche in energia elettrica sono stati, e sono tuttora, molto studiati in particolari rettori biologici detti sistemi bioelettrochimici.

### Batteri elettrogenici autotrofi
I batteri elettrogenici autotrofi utilizzano come fonte di energia e come fonte di carbonio solo molecole inorganiche come ad esempio ammonio, tiosolfati, Fe2+, Mn2+ e come accettore finale di elettroni un materiale solido extracellulare (es. anodo).
Come per i batteri elettrogenici eterotrofi, i meccanismi di trasferimento di elettroni possono essere diretti (DET) o mediati da shuttle extracellulari (MET).
Vilajeliu-Pons e colleghi hanno individuato la capacità di alcune specie del genere Nitrosomonas e Nitrospira di trasferire elettroni ad un anodo a seguito dell'ossidazione dello ione ammonio ad azoto elementare. La capacità di trasferire elettroni ad un accettore ad alto potenziale è stata confermata dall'individuazione di Idrossilammina come principale substrato per la bioossidazione elettrochimica. Lo studio dei batteri elettrogenici autotrofi in sistemi bioelettrochimici per la rimozione dell'azoto dalle acque si sta rivelando una promettente tecnologia alternativa ai tradizionali trattamenti di acque reflue.

## Batteri elettrotrofi
Vengono invece definiti batteri elettrotrofi quell'insieme di batteri che è in grado di accettare elettroni da un composto solido extracellulare in forma ridotta (a basso potenziale). Questo tipo di batteri utilizza il donatore extracellulare di elettroni come principale fonte di elettroni per il metabolismo microbico, viceversa gli accettori terminali di elettroni possono essere molteplici come ad esempio NO3-, SO42-, Fe3+, Mn4+, CO2, solventi clorurati e metalli pesanti.
I meccanismi di trasferimento di elettroni donatore-microrganismo sono simili a quelli precedentemente descritti per i batteri elettrogenici ad eccezione del flusso di elettroni che avviene in direzione opposta.

### Batteri elettrotrofi autotrofi
I batteri elettrotrofi autotrofi utilizzano come unica fonte di energia (fonte di elettroni) il donatore extracellulare e come fonte di carbonio composti inorganici del carbonio (anidride carbonica e carbonati). In condizioni aerobiche l'accettore di elettroni maggiormente utilizzato è l'ossigeno per via dell'elevata disponibilità e del vantaggio metabolico che garantisce grazie all'elevato potenziale.
Viceversa in condizioni anaerobiche è stato riportato in molti studi scientifici come nitrati e solfati vengano utilizzati come accettori finali di elettroni.
Nguyen e colleghi hanno dimostrato che batteri appartenenti ai generi Thiobacillus e Paracoccus contribuiscono al processo di denitrificazione in condizioni autotrofe con un elettrodo (Catodo) come unico donatore di elettroni. In un altro studio, Puig e colleghi hanno identificato i batteri appartenenti alla specie Oligotropha carboxidovorans come principali attori nella denitrificazione autotrofa al catodo di una cella a combustibile microbica (Microbial Fuel Cell, MFC).
Da Wang e colleghi è stato scoperto che batteri solfato riducenti appartenenti alla specie Desulfovibrio caledoniensis in grado di accettare elettroni direttamente dal catodo hanno un ruolo chiave nella bicorrosione di materiali ferrosi a basso contenuto di carbonio. In altri studi è stato dimostrato come alcuni batteri solfato riduttori (Desulfovibrio sp, Methanobacterium sp, Desulfopila sp) siano in grado di utilizzare l'idrogeno, prodotto al catodo di un sistema bioelettrochimico, come donatore di elettroni per la riduzione dei solfati.
La produzione di idrogeno tramite elettro-idrolisi al catodo di celle a elettrolisi microbiche (Microbial Electrolisis Cells, MECs) permette di ampliare la gamma di microrganismi in grado di utilizzare indirettamente il catodo come donatore di elettroni. L'idrogeno molecolare (H2) infatti può essere utilizzato dai batteri elettrotrofi, idrogenotrofi, come fonte di energia (donatore di elettroni) per supportare il metabolismo microbico.
Molti studi scientifici hanno dimostrato come a partire da idrogeno molecolare e anidride carbonica o semplici molecole organiche batteri idrogenotrofi e omoacetogeni siano in grado di produrre metano e altre semplici molecole (butanolo, etanolo, acetato, propionato e butirrato) utili come precursori per sintesi di molecole più complesse.

### Batteri elettrotrofi eterotrofi
Viceversa i batteri elettrotrofi eterotrofi possono ricevere elettroni sia da un donatore extracellulare che da composti organici ma vista la duplice natura del donatore di elettroni vengono generalmente riportati nella letteratura scientifica come componenti delle comunità microbiche elettrotrofiche in grado di stabilire delle relazioni di sintrofia con altri componenti della comunità.